# Dictionarium seu Thesaurus Catalano-Latinus verborum ac phrasium
El Dictionarium seu Thesaurus Catalano-Latinus verborum ac phrasium és un diccionari català-llatí, obra de Pere Torre.

## Contingut i descripció de l'obra
Es tracta d'una adaptació al català del Thesaurus verborum ac phrasium castellà-llatí del jesuïta segovià Bartolomé Bravo.
Anteriorment, el 1637 Antoni Font havia publicat una altra adaptació al català del Thesaurus de Bravo, el Fons verborum et phrasium.
El Thesaurus de Torre conté al final unes "Regles de Ortografia", referides al llatí, en el que inclou un apartat titulat "De la ortografia en Romans", relativa al català. Aquestes Regles són una transcripció, amb pocs retocs, de les que consten al final del Fons verborum d'Antoni Font.
El Thesaurus de Torre es va imprimir per primer cop el 1640, per Gabriel Nogués, i tingué més difusió que el d'Antoni Font (que només compta amb una impressió), ja que fou reimprès per Antoni Lacavalleria el 1653, el 1670. el 1683 i el 1690. Posteriorment, el tipògraf Rafael Figueró l'imprimí dos cops més, el 1696 i el 1701. La darrera publicació a Barcelona es deu a Joan Piferrer, l'any 1726, si bé el 1757 es tornà a estampar a Vic, per obra de Pere Morera.